# Coeligena iris
El inca arcoíris, colibrí de alas castañas o frentiestrella arcoíris (Coeligena iris), es una especie de ave apodiforme de la familia Trochilidae (los colibríes) perteneciente al numeroso género Coeligena. Es nativo de regiones andinas del noroeste de América del Sur.

## Distribución y hábitat
Se distribuye por ambas pendientes de la cordillera de los Andes del sur de Ecuador y norte de Perú.
Esta especie es considerada localmente común en sus hábitats naturales: los bordes de bosques nubosos húmedos y más secos, jardines, y matorrales riparios; en altitudes entre 1700 y 3300 m; registrado a cerca de 4000 m en el Parque nacional Huascarán, en Perú. Forrajea bien bajo, entre dos y cuatro metros del suelo.

## Descripción
Mide en promedio 12,5 a 15 cm de longitud y pesa en torno a los 7 a 8 g. Su pico es recto y largo (3 cm) y tanto el macho como la hembra tienen un plumaje muy similar, distinguiéndose por los tonos más apagados en la hembra. El vientre, alas, cola y flancos son de un color pardo rojizo muy característico.

## Sistemática

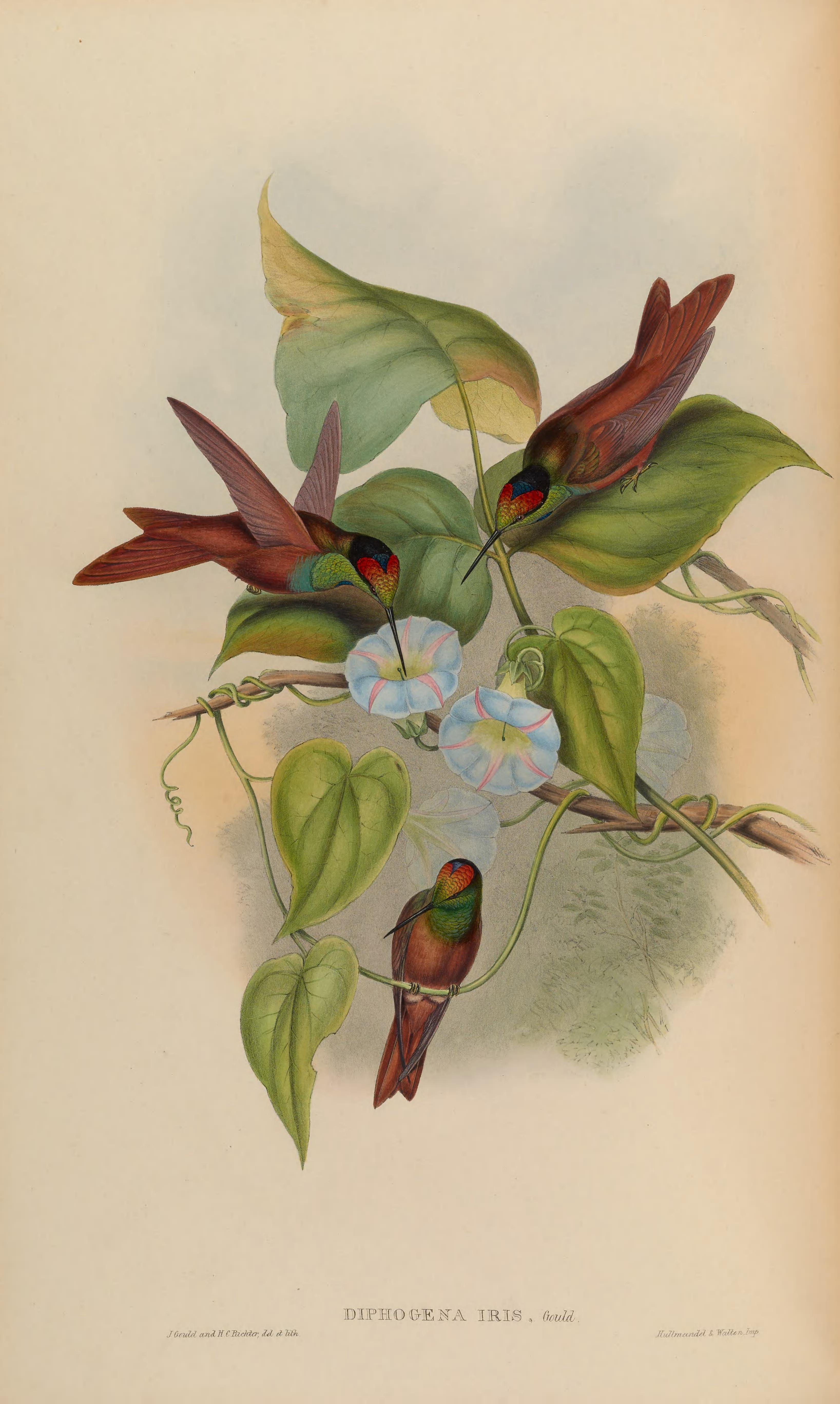
Diphogena iris, sinónimo de Coeligena iris, ilustración de Gould y Richter en A monograph of the Trochilidae, or family of humming-birds 4, 1861.

### Descripción original
La especie C. iris fue descrita por primera vez por el ornitólogo británico John Gould en 1853 bajo el nombre científico Helianthea iris; su localidad tipo es: «pendiente oriental de los Andes».

### Etimología
El nombre genérico femenino «Coeligena» deriva del nombre específico Ornismya coeligena cuyo epíteto proviene del latín moderno «coeligenus» que significa ‘celestial’, ‘nacido en el cielo’; y el nombre de la especie «iris», en griego significa ‘arcoíris’.

### Taxonomía
La forma descrita C. iris hypocrita (Simon, 1921) es un sinónimo de fulgidiceps. Algunas subespecies presentan significativas diferencias (especialmente aurora, seguida de hesperus y eva) y podrían ser especies separadas, mientras que otras no se diferencian casi nada de la nominal. Son necesarios más análisis para determinar coherentemente los límites espécificos de este complejo.

### Subespecies
Según las clasificaciones del Congreso Ornitológico Internacional (IOC) y Clements Checklist/eBird  se reconocen seis subespecies, con su correspondiente distribución geográfica:
- Coeligena iris hesperus (Gould), 1865 – suroeste de Ecuador (sur de Chimborazo y Azuay).
- Coeligena iris iris (Gould), 1853 – sur de Ecuador (al sur desde el sur de Azuay) hasta el norte de Perú (Piura).
- Coeligena iris aurora (Gould), 1853 – norte de Perú (Cutervo, Cerros de Amachonga, en el este de Cajamarca).
- Coeligena iris fulgidiceps (Simon), 1921 – norte de Perú al este del río Marañón en el sur de Amazonas (Chachapoyas, Tamiapampa, Leimebamba, Levanto).
- Coeligena iris flagrans J.T. Zimmer, 1951 – noroeste de Perú, pendiente occidental de los Andes en el oeste de Cajamarca.
- Coeligena iris eva (Salvin), 1897 – norte de Perú al oeste del río Marañón en la pendiente oriental (sureste de Cajamarca, La Libertad, Áncash).